# Ожги
Ожги — деревня в Вавожском районе Удмуртии, входит в состав муниципального образования Волипельгинское сельское поселение.

## География
Располагается у рек Курчумка и  Кылт в 21 км северо-восточнее Вавожа.

## История
В 1919 году около деревни Ожги родился Евдокимов Григорий Петрович — Герой Советского Союза. В его честь названа одна из двух деревенских улиц.

## Население
| 2008 | 2010 | 2012 |
| ---- | ---- | ---- |
| 250  | ↘196 | ↘189 |